# La Course du soleil
La Course du soleil est le 9e épisode de la saison 4 de la série télévisée Angel.

## Résumé
La Bête tue Ashet, un homme qui voulait employer Gwen Raiden, et s'empare d'un objet dissimulé dans son estomac, comme il l'avait fait avec la petite fille de la Chambre blanche de Wolfram & Hart. En faisant des recherches sur celle-ci, Wesley découvre qu'elle était l'intermédiaire des Associés principaux, appelée Mesektet, et qu'elle était aussi l'un des cinq totems d'un groupe nommé Ra-Tet. Un autre meurtre similaire a lieu peu après et Gwen Raiden vient apporter son assistance à l'équipe d'Angel Investigations. Voulant protéger l'un des deux derniers totems, Angel et Gwen se rendent chez Semkhet, un autre membre de Ra-Tet, mais il a déjà été tué. Le dernier survivant du groupe, Manjet surnommé Manny, survient alors et explique à Angel que la Bête cherche à accomplir un rituel qui fera disparaître la lumière du soleil.
L'équipe cache Manny dans la somptueuse résidence de Gwen mais il est tué malgré tout. Lorne trouve des informations sur le rituel que compte réaliser la Bête et Gwen pense être capable de l'arrêter grâce à son pouvoir sur l'électricité. Cordelia a une vision de la Bête parlant à une personne qu'elle connaît, ce qui ne peut être que Connor. Toute l'équipe se rend à l'entrepôt où Connor s'est installé mais la Bête a déjà commencé son rituel après s'être débarrassé de Connor. Wesley et Fred ouvrent un portail pendant que les autres combattent la Bête et finissent par l'envoyer à travers dans une autre dimension. Mais le soleil continue à s'obscurcir et Cordelia a une autre vision dans laquelle la Bête parle avec Angelus. La Bête réapparaît alors dans l'entrepôt et révèle qu'elle a déjà rencontré Angelus par le passé. Elle achève le rituel avant de partir. Angel ne se rappelle pas avoir rencontré la Bête quand il était Angelus et Wesley annonce alors que le seul moyen qui leur reste pour vaincre la Bête est de faire revenir Angelus.